# Elena Perticari-Davila
Elena Perticari-Davila (n. 25 septembrie 1865, București – d. 21 decembrie 1954) a fost o scriitoare română. A fost cel de al doilea urmaș al lui Carol Davila și al Anei Racoviță. I-a avut drept nași pe Ștefan Golescu și Elena Cuza. A studiat la Azilul Elena Doamna și mai apoi la Institutul „I. Theiss” din Stuttgart. Elena s-a căsătorit în anul 1882 cu ofițerul Ioan Perticari. Ea s-a ocupat cu cercetarea originilor tatălui ei și a publicat mai multe lucrări cu corespondența acestuia. Nu a avut copii, ci doar o fiică înfiată. I-a avut ca frați pe Alexandru Davila, Zoe Clara Christina Davila și Carol Nicolae Alexandru Davila.

## Opera
- Le general dr. Carol Davila - în limba franceză, București, 1930
- Amintiri din copilărie - cu desene de Maria C. Davila, St. Constantinescu și Alexandru Moscu
- Din viața și corespondența lui Carol Davila, ediția a II-a, București, 1945